# Chile Open 2022
Giải quần vợt Chile Mở rộng 2022 (còn được biết đến với Chile Dove Men+Care Open vì lý do tài trợ) là một giải quần vợt nam thi đấu trên mặt sân đất nện ngoài trời. Đây là lần thứ 24 Giải quần vợt Chile Mở rộng được tổ chức, và là một phần của ATP 250 trong ATP Tour 2022. Giải đấu diễn ra ở Santiago, Chile từ ngày 21 đến ngày 27 tháng 2 năm 2022.

## Điểm và tiền thưởng

### Phân phối điểm
| Sự kiện | VĐ  | CK  | BK | TK | Vòng 1/16 | Vòng 1/32 | Q  | Q2 | Q1 |
| Đơn     | 250 | 150 | 90 | 45 | 20        | 0         | 12 | 6  | 0  |
| Đôi     | 250 | 150 | 90 | 45 | 0         | —         | —  | —  | —  |

### Tiền thưởng
| Sự kiện | VĐ      | CK      | BK      | TK      | Vòng 1/16 | Vòng 1/32 | Q2     | Q1     |
| Đơn     | $51,045 | $35,735 | $23,660 | $15,780 | $10,210   | $5,570    | $2,785 | $1,390 |
| Đôi*    | $18,100 | $13,000 | $8,340  | $5,570  | $3,250    | —         | —      | —      |

*mỗi đội

## Nội dung đơn

### Hạt giống
| Quốc gia | Tay vợt              | Xếp hạng1 | Hạt giống |
| -------- | -------------------- | --------- | --------- |
| CHI      | Cristian Garín       | 19        | 1         |
| ESP      | Albert Ramos Viñolas | 33        | 2         |
| ARG      | Federico Delbonis    | 37        | 3         |
| ESP      | Pedro Martínez       | 62        | 4         |
| ARG      | Federico Coria       | 63        | 5         |
| SRB      | Miomir Kecmanović    | 70        | 6         |
| ARG      | Sebastián Báez       | 72        | 7         |
| ARG      | Facundo Bagnis       | 77        | 8         |

- Bảng xếp hạng vào ngày 14 tháng 2 năm 2022.

### Vận động viên khác
Đặc cách:
- Nicolás Jarry
- Thiago Seyboth Wild
- Alejandro Tabilo

Bảo toàn thứ hạng:
- Yannick Hanfmann

Vượt qua vòng loại:
- Gonzalo Lama
- Juan Ignacio Londero
- Renzo Olivo
- Matheus Pucinelli de Almeida

Thua cuộc may mắn:
- Nicolás Kicker

### Rút lui
- Roberto Carballés Baena → thay thế bởi  Nicolás Kicker
- Casper Ruud → thay thế bởi  Bernabé Zapata Miralles
- Dominic Thiem → thay thế bởi  Daniel Elahi Galán

## Nội dung đôi

### Hạt giống
| Quốc gia | Tay vợt         | Quốc gia | Tay vợt               | Xếp hạng1 | Hạt giống |
| -------- | --------------- | -------- | --------------------- | --------- | --------- |
| BRA      | Rafael Matos    | BRA      | Felipe Meligeni Alves | 143       | 1         |
| ESP      | Pedro Martínez  | ITA      | Andrea Vavassori      | 145       | 2         |
| SWE      | André Göransson | USA      | Nathaniel Lammons     | 157       | 3         |
| USA      | Nicholas Monroe | USA      | Jackson Withrow       | 188       | 4         |

- Bảng xếp hạng vào ngày 14 tháng 2 năm 2022.

### Vận động viên khác
Đặc cách:
- Tomás Martín Etcheverry /  Juan Ignacio Londero
- Gonzalo Lama /  Alejandro Tabilo

Thay thế:
- Sergio Galdós /  Juan Pablo Varillas
- Yannick Hanfmann /  Fernando Romboli
- Zdeněk Kolář /  Nikola Milojević

### Rút lui
Trước giải đấu
- Roberto Carballés Baena /  Federico Coria → thay thế bởi  Sergio Galdos /  Juan Pablo Varillas
- Marco Cecchinato /  Carlos Taberner → thay thế bởi  Zdeněk Kolář /  Nikola Milojević
- Marcelo Demoliner /  Luis David Martínez → thay thế bởi  Miomir Kecmanović /  Luis David Martínez
- Máximo González /  Nicolás Jarry → thay thế bởi  Yannick Hanfmann /  Fernando Romboli

Trong giải đấu
- Facundo Bagnis /  Jaume Munar
- Federico Delbonis /  Guillermo Durán

## Nhà vô địch

### Đơn
- Pedro Martínez đánh bại  Sebastián Báez, 4–6, 6–4, 6–4

### Đôi
- Rafael Matos /  Felipe Meligeni Alves đánh bại  André Göransson /  Nathaniel Lammons, 7–6(10–8), 7–6(7–3).